# Lethal Dose of...
Albums de Black Rain
License to Thrill
Lethal Dose of... est le troisième album studio du groupe de glam rock français Blackrain. L'album a été publié le 14 février 2011 en Europe.
Le groupe met en téléchargement libre sept chansons de cet album via le site de la radio Ouï FM.

## Liste des titres
Toutes les chansons sont écrites et composées par Swan Hellion.
| No  | Titre                                                        | Durée |
| --- | ------------------------------------------------------------ | ----- |
| 1.  | Get a Gun (Paroles: RMS Hreidmarr / Musique: Heinrich Von B) | 3:49  |
| 2.  | I Need my Doctor                                             | 3:26  |
| 3.  | Dead Boy                                                     | 3:48  |
| 4.  | She's in Love                                                | 3:42  |
| 5.  | Baby Shoot me Down                                           | 3:53  |
| 6.  | Overloaded                                                   | 3:37  |
| 7.  | Burn'n'Die                                                   | 2:58  |
| 8.  | Heart Screams                                                | 3:46  |
| 9.  | Into the Groove                                              | 3:30  |
| 10. | Addicted to Failure                                          | 4:07  |
| 11. | Rock'n'jive                                                  | 2:39  |
| 12. | My Young Star                                                | 3:34  |
| 13. | Shining Down on You                                          | 3:34  |
| 14. | Rock Your City (new version)                                 | 4:53  |

## Composition du groupe
- Swan - chant, guitare
- Max 2 - guitare
- Matt H. - basse
- Frank F. - batterie